# Ninion
Ninion est commune rurale située dans le département de Kordié de la province de Sanguié dans la région du Centre-Ouest au Burkina Faso.

## Géographie
Le village de Ninion est traversé par la route nationale 13. Il est situé à 32 km de Koudougou et 15 km de Kordié la commune.

## Éducation et santé
Ninion accueille un centre de santé et de promotion sociale (CSPS).
Le village de Ninion dispose de deux écoles primaires et d'un collège d'enseignement général (CEG).